# رساله مرتن

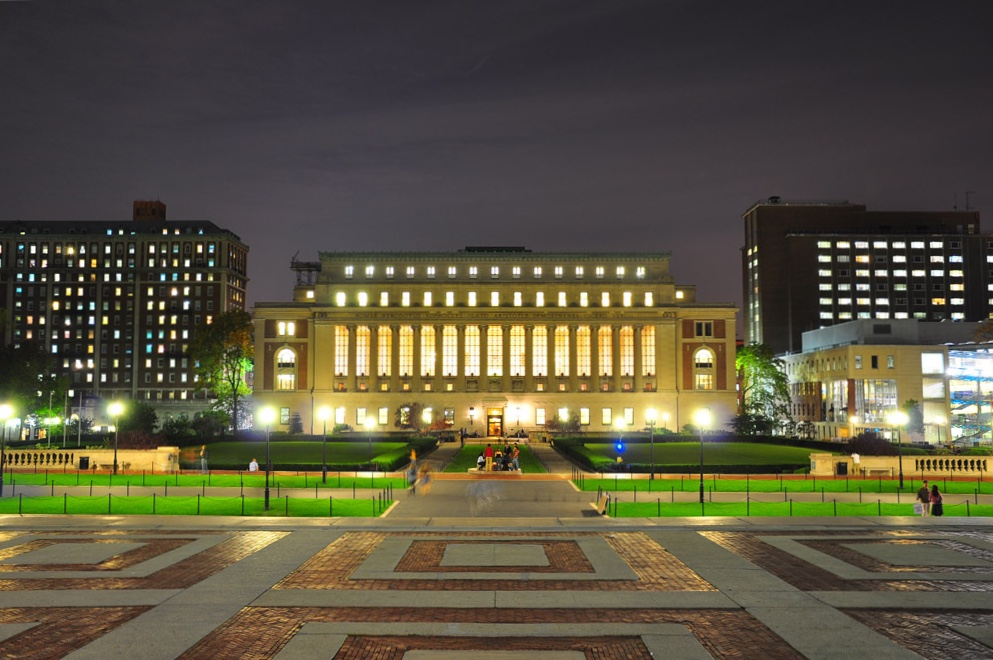
کتابخانه باتلر در دانشگاه کلمبیا

رساله مرتن (به انگلیسی: Merton thesis) استدلالی در مورد ماهیت علم تجربی اولیه است که توسط رابرت کی. مرتن (۴ ژوئیه ۱۹۱۰–۲۳ فوریه ۲۰۰۳) جامعه‌شناس آمریکایی ارائه شده‌است. مشابه ادعای مشهور ماکس وبر (۲۱ آوریل ۱۸۶۴–۱۴ ژوئن ۱۹۲۰) جامعه‌شناس آلمانی در کتاب اخلاق پروتستان و روح سرمایه‌داری، در مورد پیوند بین اخلاق کاری پروتستانی و  اقتصاد سرمایه‌داری، مرتن نیز همبستگی مثبت مشابهی بین ظهور تورع‌گرایی Pietism پروتستان با علوم تجربی اولیه برقرار ساخته‌است. «تز مرتن» منجر به بحث‌های مداوم شده‌است.
اگرچه دانشمندان هنوز در مورد آن بحث می‌کنند ولی مرتن در سال ۱۹۳۶ رساله دکتری (و دو سال بعد اولین تک‌نگاری او با همین عنوان) «علم، فناوری و جامعه در انگلستان قرن هفدهم»، مسایل مهمی را در مورد ارتباط بین دین و ظهور علم مدرن مطرح کرد و بدین ترتیب به یک اثر مهم در قلمرو جامعه‌شناسی علم تبدیل شد و همچنان در پژوهش‌های جدید مورد استناد قرار می‌گیرد. مرتن یافته‌های رساله را در نشریات دیگر توسعه داد.

## رساله
رساله مرتن دو بخش مجزا دارد:
- اولاً، نظریه ای را ارائه می‌دهد که علم به دلیل انباشت مشاهدات و بهبود تکنیک تجربی و روش‌شناسی تغییر می‌کند.
- ثانیاً، این استدلال را مطرح می‌کند که محبوبیت علم در انگلیس در قرن هفدهم، و جمعیت‌شناسی مذهبی جامعه سلطنتی

(دانشمندان انگلیسی آن زمان عمدتاً پیوریتن‌ها یا سایر پروتستانها بودند) را می‌توان با همبستگی بین پروتستانیسم و ارزش‌های علمی توضیح داد (به هنجارهای مرتنی مراجعه کنید).
مرتن بر پیوریتن‌گرایی انگلیسی و تورع‌گرایی آلمانی به عنوان مسئول توسعه انقلاب علمی سده‌های ۱۷ و ۱۸ تمرکز نمود. او توضیح می‌دهد که ارتباط بین وابستگی مذهبی و علاقه به علم نتیجه هم افزایی قابل توجهی بین ارزش‌های زاهدانه پروتستان و ارزش‌های علم مدرن است. ارزش‌های پروتستانی با اجازه دادن به علم برای شناسایی تأثیر خدایان بر جهان و در نتیجه ارائه توجیه دینی برای پژوهش‌های علمی، پژوهش‌های علمی را تقویت کردند.

## انتقاد
- بخش اول رسالهٔ مرتن به دلیل عدم توجه کافی به نقش ریاضیات و فلسفه مکانیکی در انقلاب علمی مورد انتقاد قرار گرفته‌است.
- بخش دوم به دلیل دشواری این تعیین مورد انتقاد قرار گرفت که بدون ایجاد تمایزهای خودسرانه، چه کسی پروتستان «پاکدین» به‌شمار می‌آید.
- همچنین به دلیل ناتوانی در توضیح این نکته مورد انتقاد قرار گرفت که چرا غیرپروتستان‌ها به علم گرایش دارند (کاتولیکها: کوپرنیک، داوینچی، دکارت یا گالیله) را در نظر بگیرید و برعکس چرا پروتستان‌های «پاکدین» همه به علم علاقه ندارند.[۴][۶][۷]

## برای مطالعهٔ بیشتر
- استیون شاپین: "درک رساله مرتن"، Isis، جلد ۷۹، شماره ۴ (دسامبر، ۱۹۸۸)، صص. ۵۹۴–۶۰۵
- رابرت کی. مرتن، "[https://web.archive.org/web/20161101040737/http://www.sts-biu.org/images/file/COURSE%20READINGS/27-815%20SCIENCE%2C %20TECHNOLOGY%20%26%20SOCIETY/Merton%2C%20Science%2C%20Technology%20and%20society%20در%2017%20Century%20England.pdf علم، فناوری و جامعه در قرن هفدهم انگلستان